# Ти Джей Хукер
Ти Джей Хукер (англ. T. J. Hooker) — американский полицейский телесериал с Уильямом Шетнером в роли сержанта полиции.
Пилотная серия вышла в эфир 13 марта 1982 года на телеканале ABC. Сериал транслировался до 4 мая 1985 года. Впоследствии его показывали на канале CBS.

## Содержание
После смерти напарника детектив Томас Джефферсон «Ти Джей» Хукер (Уильям Шетнер) вернулся к старой работе сержанта патрульной службы. Хукера назначили тренером новобранцев в академии. Его напарником в работе стал новичок, Винс Романо (Адриан Змед). Хукер становится наставником своего молодого коллеги. Из них получается отличная команда, и они становятся друзьями.
Хукер разведён, но со своей бывшей женой Фрэн (медсестра по профессии) у него сохранились тёплые отношения. У них есть дети. Они живут с матерью, но Хукер иногда сидит с детьми, когда Фрэн занята, и вообще души в них не чает.
Начиная с третьего сезона Хукер и Романо (позывные 4-A-30) тесно сотрудничают с другой парой полицейских, Стейси Шеридан (Хизер Локлир) и Джимом Корриганом (Джеймс Даррен) (4-L-16).
В заключительном пятом сезоне Адриан Змед оставляет сериал. Хукер продолжает работать либо один, либо вместе со Стейси и Корриганом.

## Факты
- Ти Джей Хукер — единственный персонаж, участвовавший во всех 90 эпизодах сериала.
- Хизер Локлир в роли Стейси Шеридан появляется в 84 эпизодах.